# 四裂红景天
四裂红景天（学名：Rhodiola quadrifida）是景天科红景天属的植物。分布在俄罗斯、印度、尼泊尔、锡金、巴基斯坦、蒙古以及中国大陆的西藏、新疆、青海、甘肃、四川等地，生长于海拔2,900米至5,100米的地区，多生长于沟边或山坡石缝中，目前尚未由人工引种栽培。

## 别名
四裂景天（拉汉种子植物名称）

## 异名
- Rhodiola coccinea (Royle) A. Bor.